# Trichostomum flexifolium
Trichostomum flexifolium là một loài rêu trong họ Pottiaceae. Loài này được (Dicks.) Sm. mô tả khoa học đầu tiên năm 1804.